# Saint-Usage (Côte-d’Or)
Saint-Usage – miejscowość i gmina we Francji, w regionie Burgundia-Franche-Comté, w departamencie Côte-d’Or.
Według danych na rok 1990 gminę zamieszkiwało 1007 osób, a gęstość zaludnienia wynosiła 108 osób/km² (wśród 2044 gmin Burgundii Saint-Usage plasuje się na 231. miejscu pod względem liczby ludności, natomiast pod względem powierzchni na miejscu 971.).